# Percy Lewis
Percy Lewis (ur. 21 grudnia 1928 na Trynidadzie i Tobago, zm. 3 października 2019) – brytyjski pięściarz, pochodzący z Trynidadu i Tobago, uczestnik Igrzysk Olimpijskich w 1952 w Helsinkach. Na igrzyskach wziął udział w turnieju w wadze piórkowej, w pierwszej walce przegrał 1:2 z reprezentantem Rumunii Gheorghe Ilie.